# Audacity
Audacity é um software livre de edição digital de áudio disponível principalmente nas plataformas: Windows, Linux e Mac e ainda em outros Sistemas Operacionais. O código fonte do Audacity está sob a licença GNU General Public License. A sua interface gráfica foi produzida utilizando-se de bibliotecas do wxWidgets. O Audacity começou em 1999 por Dominic Mazzoni e Roger Dannenberg na universidade norte-americana Carnegie Mellon University e foi lançado em 28 de maio de 2000 como versão 0.8.
O Audacity é muito popular entre os podcasters pelos seus recursos de edição, sua grande disponibilidade em múltiplas plataformas, suporte e licença aberta que permite ao programa ser gratuito.
Em 10 de outubro de 2011, ele era o 11º download mais popular do SourceForge, com 76,5 milhões de downloads. O Audacity ganhou o prêmio Community Choice Award do SourceForge em 2007 e 2009 na categoria Melhor Projeto Multimídia. Em março de 2015 a hospedagem foi movida para o FossHub e em 21 de fevereiro de 2017 ele excedeu 51,8 milhões de downloads nesta plataforma. Em 5 de janeiro de 2024, o Audacity implementou novas funcionalidades baseadas em Inteligência Artificial, como cancelamento de ruído, transcrição de áudio e remoção de voz. Além disso, foram introduzidas duas novas ferramentas, chamadas Style Remix e Music Generation (Geração de Música), relacionadas à IA e aos direitos autorais.

## Recursos
Alguns dos recursos do Audacity incluem:
- Importação e exportação em formato WAV, MP3 (via LAME, copiado separadamente), Ogg Vorbis, e outros
- Gravação e reprodução de sons
- Edição simplificada com Cortar, Copiar, Colar e Apagar
- Desfazer ilimitados para qualquer passo
- Mixagem em múltiplas faixas
- Efeitos digitais de som e mais plug-ins de efeitos (Pode-se criar novos plug-ins com a linguagem Nyquist)
- Edição de amplitude sonora em formato envelope
- Remoção de ruídos
- Suporte para modo multicanal, com taxa de amostragem de até 96 kHz e 24 bits por amostra
- A habilidade de alterar a velocidade do som, sem alterar sua altura, para sincronização perfeita com vídeo (em dublagens)
- Facilidade de uso
- Nivelador
- Remoção de estalidos
- Inverter áudio
- Compressor
- Equalizador
- Taxa de projeto de até 384000 Hz

## Suporte a idiomas
A interface gráfica do usuário do Audacity, possui suporte aos seguintes idiomas: Africâner, Alemão, Árabe, Basco, Bengali, Bielorrusso, Birmanês, Búlgaro, Catalão, Chinês (Simplificado), Chinês (Tradicional), Coreano, Croata, Dinamarquês, Eslovaco, Esloveno, Espanhol, Finlandês, Francês, Galego, Galês, Georgiano, Grego, Hebraico, Híndi, Holandês,  Húngaro,  Indonésio, Inglês, Irlandês, Italiano, Japonês, Khmer, Lituano, Macedônio, Norueguês, Occitano, Persa, Polonês, Português, Português (Brasil), Romeno, Russo, Sérvio (Cirílico), Sérvio (Latino), Sueco, Tajique, Tcheco, Turco, Ucraniano e Vietnamita.

## Recepção
A natureza livre e aberta do Audacity permitiu que ele se tornasse muito popular na educação, incentivando seus desenvolvedores a tornar a interface do usuário mais fácil para estudantes e professores.
O CNET classificou o Audacity com 5/5 estrelas e chamou-o de "rico em recursos e flexível". Preston Gralla da PC World disse: "Se você estiver interessado em criar, editar e mixar você vai querer o Audacity".  Jack Wallen do Tech Republic destacou suas características e facilidade de uso. Michael Muchmore, da PC Magazine, avaliou com 3,5/5 estrelas e disse: "Embora não seja tão liso ou poderoso como programas da Adobe, Sony e M-Audio, o Audacity é surpreendentemente funcional para um software livre".
Em The Art of Unix Programming, Eric S. Raymond diz sobre o Audacity: "A virtude central deste programa é que ele possui uma interface de usuário super transparente e natural, que ergue o mínimo de barreiras possíveis entre o usuário e o arquivo de som."
Vários autores criticaram o Audacity como tendo uma interface de usuário inconveniente, edição destrutiva e falta de recursos, comparando o Audacity desfavoravelmente com produtos concorrentes, que exigem menos ações do usuário para fazer tarefas como crossfade e redução de ruído. Porém, as opiniões variam, o The Wirecutter (uma empresa do New York Times) escreveu em junho de 2017: "consideramos que o Audacity é a melhor opção para iniciantes que procuram criar seus próprios podcasts... A interface de usuário do Audacity é simples quando comparada com seus concorrentes, incluindo outras opções gratuitas como o GarageBand da Apple, mas fornece todas as ferramentas, recursos e suporte que você precisa para criar rapidamente e facilmente produções de áudio de qualidade".

## Limitações
O Audacity suporta apenas plug-ins de efeitos de áudio VST de 32 bits ou 64 bits, dependendo da arquitetura para a qual foi construída, mas não ambas ao mesmo tempo. Não suporta os plugins VST (VSTi) do instrumento.
A Audacity não possui controles de equalizador dinâmico e efeitos em tempo real durante a gravação.
O Audacity nativamente não importa nem exporta WMA, AAC, AC3 ou a maioria dos outros formatos de arquivos restritos ou proprietários; Em vez disso, é necessária uma biblioteca opcional FFmpeg.